# Oulad Hcine
Oulad Hcine (franska: Oulad Hcine (CR), Oulad Hcine (Commune Rurale), arabiska: أولاد غانم) är en kommun i Marocko.   Den ligger i provinsen El Jadida och regionen Casablanca-Settat, i den norra delen av landet, 190 km sydväst om huvudstaden Rabat. Antalet invånare är 27 475.